# Örebro stadsarkiv

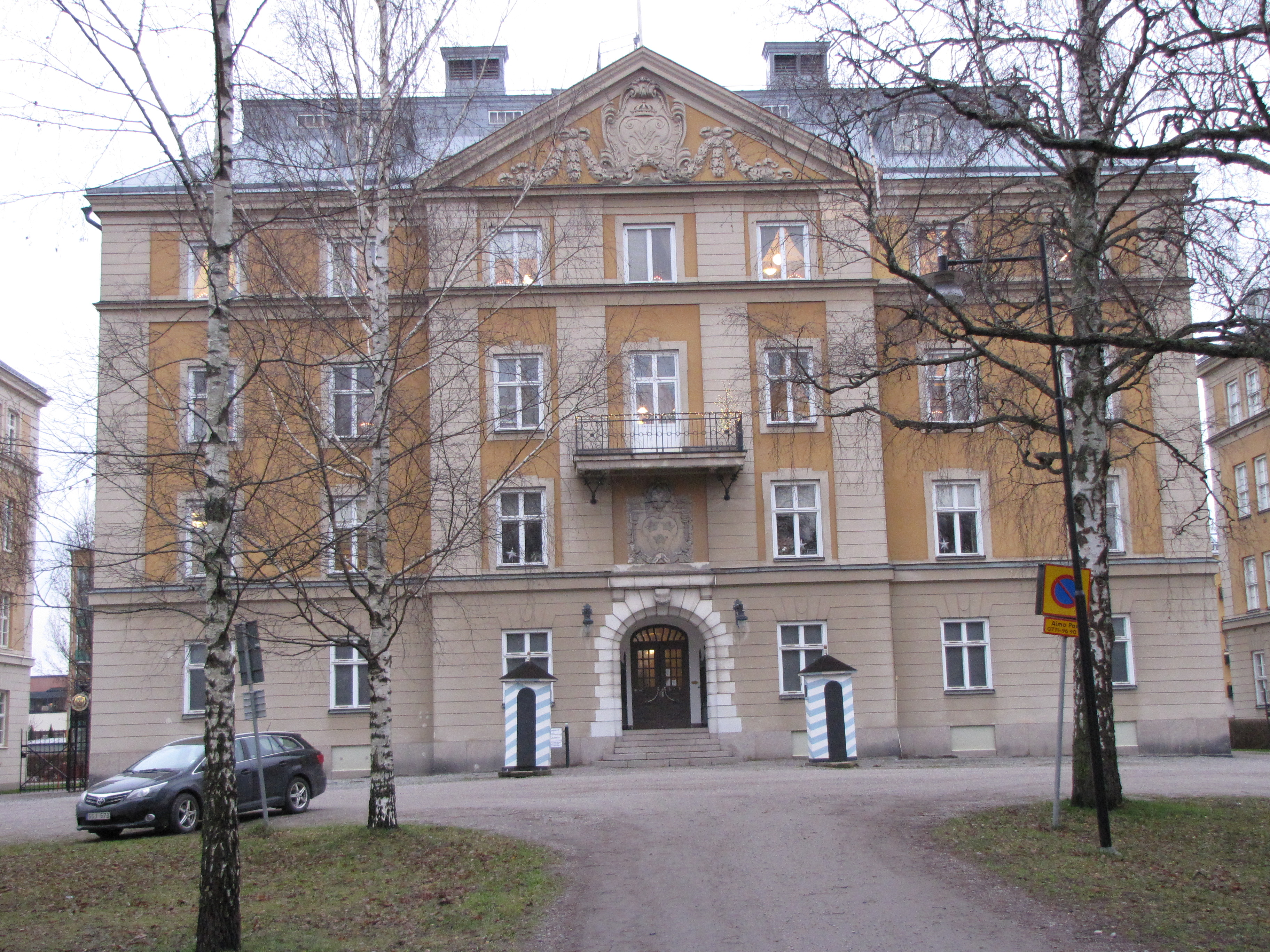
Örebro stadsarkiv

Örebro stadsarkiv är ett stadsarkiv i Örebro i Sverige. Det ligger i kanslihuset i före detta I 3:s område. 
Tidigare var stadsarkivet inrymt i källaren på Örebro rådhus vid Stortorget.
Bland de märkligare samlingarna är Funks kortregister, som på 5000 arkivkort i 11 kortlådor förtecknar alla örebroare från 1600-talet till mitten av 1800-talet. Uno Funk var släktforskare och donerade sitt kortregister till arkivet. Korten har digitaliserats och kan läsas på webbplatsen.